# Conde de Wessex
El título de conde de Wessex ha sido creado dos veces en la historia británica, una vez en la preconquista anglosajona de Inglaterra y otra vez con la dignidad de par del Reino Unido. La región de Wessex (el oeste sajón), en el sur y el suroeste de Inglaterra, había sido uno de los siete reinos anglosajones de la Heptarquía, cuya expansión en el siglo X creado una sociedad unida en el reino de Inglaterra.

## Primera creación
Wessex fue uno de los cuatro condados de anglodaneses de Inglaterra. En este período, el condado de Wessex cubría las tierras del antiguo reino de Wessex, que abarcaba los condados del sur de Inglaterra, y que se extendía al oeste de la frontera con Gales. Durante el reinado del rey Canuto el Grande, el condado le fue conferido a Godwin en algún momento después de 1020. A partir de entonces, Godwin llegó a ser, en el tiempo del rey Eduardo, el hombre más poderoso del reino.
A su muerte en 1053 el condado pasó al hijo de Godwin, quien más tarde se convirtió en el rey Haroldo II y murió en la batalla de Hastings en 1066.
Después de la conquista normanda en el invierno de 1066, el rey Guillermo le otorgó el condado a Guillermo FitzOsbern, su más confiable compañero. FitzOsbern continuó ayudando al rey Guillermo consolidar su nuevo reino hasta su muerte en Normandía en 1071.
A raíz de esto, el condado fue reduciendo su poder y su jurisdicción regional, y se pasa al hijo de FitzOsbern, Rogelio, conde de Hereford.
- Godwin, conde de Wessex (c. 1001-1053).
- Haroldo Godwinson (c. 1022-1066), también conde de Anglia Oriental, ascendió al trono de rey de Inglaterra en enero de 1066.
- Guillermo FitzOsbern, señor de Breteuil y conde de Hereford (c. 1020-1071).

## Segunda creación (actual)
En 1999, el hijo menor de la reina Isabel II, el príncipe Eduardo de Edimburgo, se casó con Sophie Helen Rhys-Jones. A los hijos menores del monarca, tradicionalmente, se les han otorgado ducados en el momento de su matrimonio y los expertos habían sugerido los antiguos ducados reales de Cambridge y Sussex como los más probables que se concediesen al príncipe Eduardo. En cambio, el Palacio de Buckingham anunció que al príncipe Eduardo se le otorgaría el ducado que ostentaba su padre en aquel momento, es decir, sería duque de Edimburgo (aunque no de forma automática, sino que el siguiente monarca habría de volver a crearlo). Mientras tanto, en consonancia con la tradición de que el hijo de un monarca reciba un título en el matrimonio, pero conservando el rango del duque de cara al futuro, el príncipe Eduardo se convirtió en el primer príncipe británico en siglos que ha sido designado específicamente conde, en lugar de duque. El periódico Sunday Telegraph informó que Eduardo se sintió atraído por el título histórico de conde de Wessex después de ver la película de 1998 Shakespeare in Love, en el que un personaje con dicho título es interpretado por Colin Firth. 
El príncipe Eduardo, al ser nombrado duque de Edimburgo en 2023, cedió el uso del título de conde de Wessex, como título de cortesía, a su hijo Jacobo (nacido el 17 de diciembre de 2007), quien es su heredero. El hijo del duque de Edimburgo es actualmente la única persona en la línea de sucesión a los títulos de conde de Wessex, conde de Forfar y vizconde Severn.